# La Democracia (Huehuetenango)
La Democracia è un comune del Guatemala facente parte del dipartimento di Huehuetenango.
Il comune è stato istituito il 31 luglio 1924.